# Princeps senatus
Le « princeps senatus » (traduit du latin : « prince du Sénat ») est le premier membre par préséance du Sénat romain.
Cette fonction est historiquement attestée à partir de 275 av. J.-C., et était une distinction prestigieuse donnant la priorité de parole lors des réunions du Sénat. Il s’agissait du plus ancien des ex-censeurs membres au Sénat, désigné par les censeurs en exercice. Le titre officiel et la prééminence de parole associée tombent en désuétude au dernier siècle de la République. 
Pour rétablir une apparence républicaine, Octave reprend le titre de princeps senatus en 28 av. J.-C., imité par son successeur Tibère, mais ce titre n'est plus utilisé par la suite.

## Étymologie
Princeps est la contraction de primus et capio, et signifie « qui occupe la première place ». Princeps senatus, françisé en « prince du Sénat », est à l'origine le premier inscrit sur la liste du sénat.

## Période républicaine

### Désignation
Sous la République romaine, la prosopographie des titulaires a prouvé que le princeps senatus était choisi parmi les patriciens et nommé à vie, quoique Jean Zonaras, historien du XIIe siècle, déclare que les censeurs en désignaient un tous les 5 ans. En pratique, le tenant du titre pouvait être confirmé pour la période suivante de 5 ans.
Selon une hypothèse soutenue par Theodor Mommsen, le patricien candidat devait descendre des familles les plus anciennes de Rome, les gentes majores, choisies selon la légende par Romulus pour constituer le premier Sénat, c'est-à-dire, selon Jaakko Suolahti (en), les gentes Aemilia, Claudia, Cornelia, Fabia, Valeria et peut-être Manlia. Mais selon Bonnefond-Coudry, l'incertitude sur l'appartenance des titulaires connus aux gentes majores ou aux gentes minores rend difficile la confirmation de l'hypothèse de Mommsen.  
Tite-Live donne des indications sur le critère de désignation du princeps senatus, lors de l'année 209 av. J.-C., avec le conflit survenu entre les deux censeurs. L'un préconise la désignation, selon l'usage ancestral, du plus ancien des censeurs survivants, en quelque sorte une promotion automatique à l'ancienneté, tandis que l'autre préfère choisir Fabius Maximus, le sénateur le plus renommé du moment, un choix selon le mérite reconnu, mais dans les faits à l'appréciation personnelle du censeur. Les historiens ne peuvent confirmer la pratique de la désignation à l'ancienneté entre le début de la République et 209 av. J.-C., faute de connaître d'infomration sur les quatre titulaires connus sur cette période. Par contre, ils constatent qu'après cette date, la désignation se fait bien par choix entre plusieurs candidats possibles, tous patriciens et anciens censeurs. Il n'y eut de dérogation à ce dernier critère que deux fois en 125 et en 115 av. J.-C., faute d'anciens censeurs en vie à ces dates, le choix s'étant alors reporté sur d'anciens consuls patriciens, Publius Cornelius Lentulus en 125 et Marcus Æmilius Scaurus en 115.
La désignation au titre de princeps senatus se concrétisait par l'inscription de son nom en tête de l’album sénatorial, liste hiérarchisée des membres du Sénat.

### Prérogatives
Ce titre conférait un grand prestige et une autorité morale à celui qui en disposait : le privilège de parler le premier au sénat lors des délibérations lui permettait de donner le ton du débat et son avis influençait généralement celui des sénateurs qui parlaient après lui.

### Dérives
Lors de sa dictature, Sylla supprime en 80 av. J.-C. la censure de la liste de magistratures, ce qui rend caduque la procédure de désignation du princeps senatus par les censeurs. La censure est rétablie ultérieurement, mais il semble que les censeurs ne désignent plus de princeps senatus. Le dernier titulaire du titre Valerius Flaccus s'est, selon Marianne Bonnefond-Coudry, déconsidéré durant les troubles civiles en soutenant Caius Marius, puis en changeant de camp pour rallier son adversaire Sylla, et aurait ainsi terni l'image du princeps senatus.
Selon Varron cité par Aulu-Gelle, un nouvel usage se met en place à cette époque sur la primauté de parole au Sénat. Le consul requérant interroge en premier qui il veut, pourvu que ce soit un ancien consul. L'ancienne règle stricte de priorité de parole n'est plus systèmatique, « certains consuls interrogent d'abord qui ils jugent bon, en dehors de l'ordre, pour lui faire honneur ». Cette dérogation n'est cependant pas généralisée : Jules César durant son consulat en 59 av. J.-C. n'interrogea que quatre sénateurs en dehors de l'ordre.
Salluste rapporte dans la Conjuration de Catilina une autre façon : lors de la réunion du Sénat du 5 décembre 63 av. J.-C.,  Cicéron, consul en exercice, interroge en premier Junius Silanus, consul désigné pour l'année suivante, et non un ancien consul. Ces exemples donnent l'impression d'une liberté de manœuvre ou une d'improvisation, plutôt qu'une nouvelle règle précisement définie.
Par ailleurs l'expression princeps senatus s'emploie en cette fin du Ier siècle av. J.-C. comme terme élogieux pour qualifier des personnages ayant eut une certaine autorité au sein du Sénat, marquant la persistance dans les esprits du souvenir prestigieux de la figure du princeps senatus : Cicéron et Velleius Paterculus disent de Catulus qu'il fut le « premier du Sénat ». Cicéron est à son tour évoqué après sa mort par Aulus Cremutius Cordus comme « le prince du Sénat et l'emblème du peuple romain ».

## Période impériale

### Reprise temporaire
Une fois éliminé tous ses adversaires, Octave rétablit des apparences républicaines. En 28 av. J.-C., il partage le consulat avec Agrippa. Assumant le pouvoir de censeur ((censoria potestas) sans être lui-même censeur, il épure le Sénat des membres indignes d'y figurer, reconstitue la liste de sénateurs. Étant patricien, agissant comme censeur et étant le seul candidat possible, il reprend le titre de princeps senatus dans la forme républicaine traditionnelle, rétablissant à son profit la prérogative de priorité de parole. Dès l’année suivante, Octave reçoit le titre d’Auguste, qui éclipse celui de princeps senatus, qui ne figure donc ni sur les légendes monétaires, ni sur les inscriptions qui énumèrent ses titres et ses fonctions. Par la suite, Auguste ne tient plus compte de la priorité de parole, intervenant à n'importe quel moment dans les débats, interrogeant les sénateurs sans tenir compte de l'ordre et s'exprimant parfois en dernier lieu, vidant ainsi la fonction de princeps senatus. Tibère, successeur d'Auguste, se donne à son tour le titre de princeps senatus « selon l'ancien usage et par lui-même », qui ne figure pas dans ses titulatures impériales. Ensuite, seul Pertinax en 193 fait resurgir le titre, « pour montrer sa volonté d'être républicain, il fut appelé prince du Sénat selon l'ancien usage »,. 

### Résurgence auIIIesiècle?
L’Histoire Auguste rapporte plusieurs résurgences du titre de princeps senatus durant la crise du IIIe siècle. Le futur empereur Valérien, après avoir été censeur, l'aurait assumé dès 238, durant le règne de Maximin le Thrace et de Gordien Ier, et en 251. Un de ses successeurs Tacite aurait également eut la primauté de parole primae sententiae senator.
On sait depuis Hermann Dessau que l’Histoire Auguste mélange des faits historiques avec des anachronismes et des inventions fantaisistes, et constitue donc une source douteuse. Cet ouvrage emploie de manière équivalente princeps senatus et primae sententiae senator, primauté qu'il met en scène lors d'imaginaires sessions du Sénat avec des personnages totalement inconnus et manifestement inventés. André Chastagnol, traducteur de l'Histoire Auguste, a émit l'hypothèse que certains empereurs IIIe siècle, accaparés par les opérations militaires loin de Rome, ont pu attribuer à un sénateur une primauté de parole lors des délibérations. Un cas semble évoqué dans un passage de l'Épitomé de Caesaribus, dans lequel Pomponius Bassus offre ses services en tant que « premier au Sénat » et se voit rappeler par l'empereur Claude que c'est lui le prince du Sénat et de tous les Romains(senatus atque omnium princeps erat). L'épigraphie apporte un témoignage plus certain de sénateur titulaire de la primae sententiae, en 377 pour Symmaque le Père.
S'il apparaît vraisemblable qu'au IIIe siècle et plus surement au IVe siècle ait existé au Sénat un ius primae sententiae accordé à un sénateur prestigieux, cette faculté n'est qu'un succédané de l'antique princeps senatus évoqué anachroniquement dans l’Histoire Auguste.

## Liste de Princeps
Avant 220 av. J.-C., la liste nominative des principes du Sénat est incertaine :
- Manius Valerius Volusus Maximus[34],[35],[36] ;
- Lucius Lucretius Tricipitinus Flavus[37],[38] ;
- Marcus Fabius Ambustus[39],[40],[41] ;
- Quintus Fabius Maximus Rullianus[42],[41],[43] ;
- Quintus Fabius Maximus Gurges[44],[41],[45].

Nous possédons la liste nominative des princes du Sénat de 220 à 70 av. J.-C., :
- 220 et 214 av. J.-C. : Marcus Fabius Buteo[48],[49] ;
- 209 et 204 av. J.-C. : Quintus Fabius Maximus Verrucosus[50],[51],[52] ;
- 199 : le censeur Publius Cornelius Scipio Africanus se nomme lui-même princeps senatus[53] ;
- 184 av. J.-C. : après le décès de Scipion l'Africain, le censeur Lucius Valerius Flaccus est nommé princeps senatus par son collègue Caton l'Ancien[54]  ;
- 179, 174, 169, 164, 159 et 154 av. J.-C. : Marcus Æmilius Lepidus[55],[56] ;
- 147 et 142 av. J.-C. : Publius Cornelius Scipio Nasica[57],[58] ;
- 136 av. J.-C. : Appius Claudius Pulcher[59],[60] ;
- 131 av. J.-C. : Lucius Cornelius Lentulus Lupus[61] ;
- 125 av. J.-C. : Publius Cornelius Lentulus[62] ;
- 121 av. J.-C. : Lucius Cornelius Lentulus ;
- 115, 108, 102, 97, 92 et 89 av. J.-C. : Marcus Æmilius Scaurus[63] ;
- 86 av. J.-C. : Lucius Valerius Flaccus[64] ;
- 70 av. J.-C. : Mamercus Æmilius Lepidus Livianus[65].

Sous l'empire :
- 28 av. J.-C. : Auguste ;
- 14 : Tibère ;